# Tweerijige zegge
De tweerijige zegge (Carex disticha) is een overblijvend kruid dat behoort tot de cypergrassenfamilie (Cyperaceae). De soort staat op de Nederlandse Rode lijst van planten als algemeen voorkomend en matig afgenomen. De plant komt van nature voor in de gematigde streken van Europa, Azië en in Canada. 

## Determinatie
De plant wordt 15–100 cm hoog en vormt ver kruipende, weinig vertakte, verhoutende, 2–3 mm dikke wortelstokken. De scherp driekantige, van boven ruwe stengels zijn 2 mm dik. De bladeren zijn 2–5 mm breed. Het groennervige tongetje is 1,8–16 mm lang. De onderste bladscheden zijn bruin.
Tweerijige zegge bloeit in mei en juni. De bloeiwijze is 3–7 cm lang, in het midden tijdens het afrijpen vaak opvallend smaller en bestaat uit vijftien tot dertig bruine aren. De aren zijn 4–16 mm lang en 1,2–9 mm breed. De bovenste en onderste aren bevatten meestal uitsluitend vrouwelijke bloemen. Daartussenin staan aren met gewoonlijk mannelijke bloemen. De vrouwelijke bloemen hebben twee stempels. De kafjes zijn bij rijpheid roodbruin en hebben geen groene middennerf (kiel). Het 4–5 mm lange en 2 mm brede, duidelijk generfde urntje heeft smalle vleugels en een 1–1,9 mm lange, tweetandige snavel. Het urntje is een soort schutblaadje dat geheel om de vrucht zit.
De vrucht is een bruin, lensvormig nootje.
Het aantal chromosomen is 2n = 62.
Tweerijige zegge komt voor op natte tot vochtige, zoete tot brakke, voedselrijke grond in grasland, zeggemoeras en duinvallei.

## Syntaxonomie
Tweerijige zegge is een kensoort voor het dotterbloem-verbond (Calthion palustris), een verbond van plantengemeenschappen van bloemrijke, drassige graslanden op mineraalrijke bodems.
Ook is de plant een indicatorsoort voor het dotterbloemgrasland, een karteringseenheid in de Biologische Waarderingskaart (BWK) van Vlaanderen en het Brussels Hoofdstedelijk Gewest met als code 'hc'.

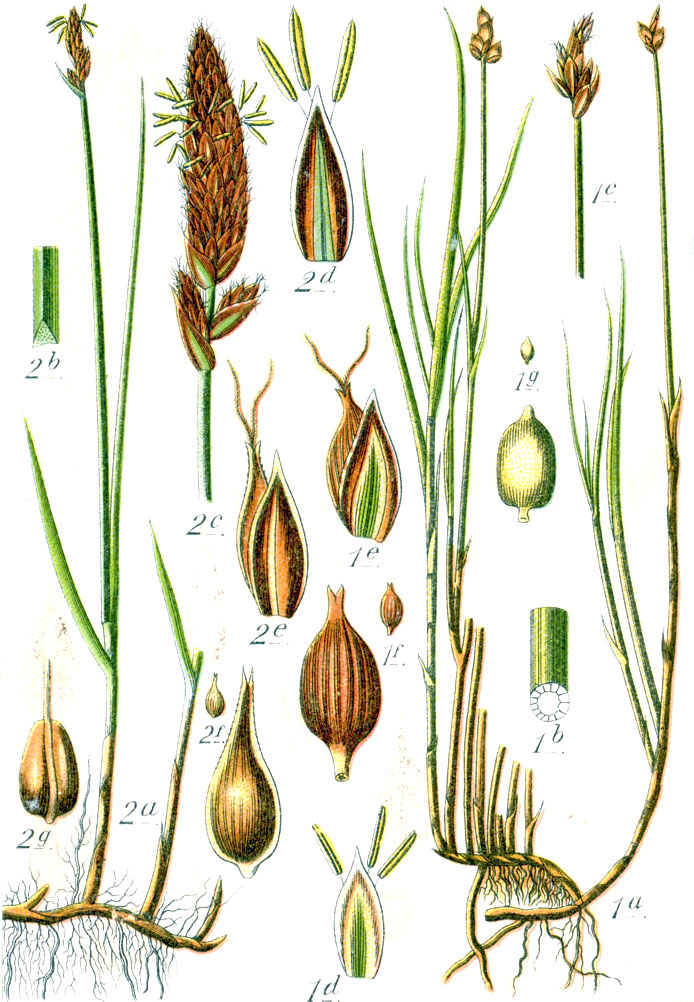
2 = tweerijige zegge
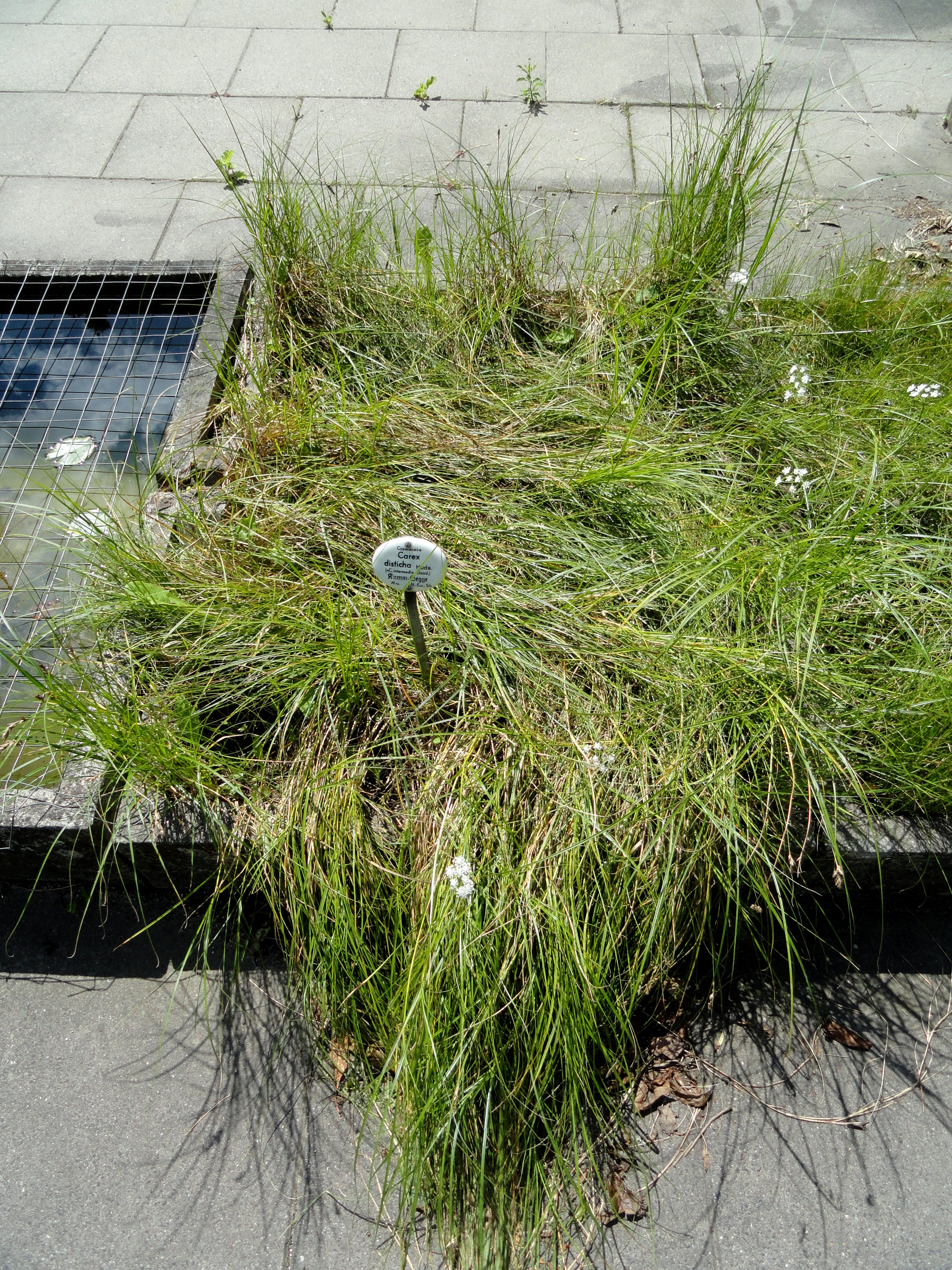
Plant
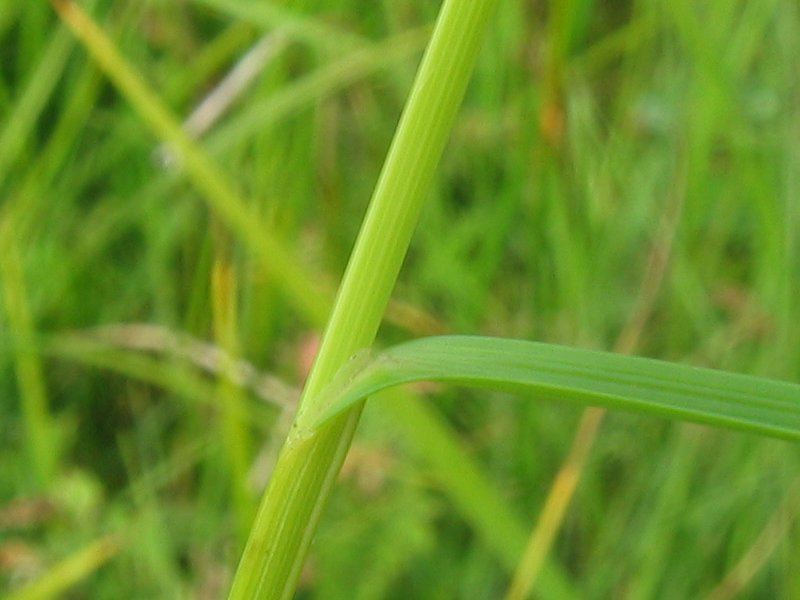
Tongetje